# ソヘイル・ベイラギ
ソヘイル・ベイラギ（ペルシア語：سهیل بیرقی、生年月日：1986年10月16日 - ）は、イランの映画監督、脚本家、プロデューサー。
2005年に助監督と一緒に映画で働き始め、さまざまな映画でプログラマーと助監督として10年間働いた後、最初の長編映画である『I（من）』を監督する。 ベイラギはまた、演出家や劇作家のバックグラウンドを持っている。

## 監督作品
- I（英語版）（من）2016年
- 冷たい汗（英語版）（عرق سرد）2018年
- Popular（عامه‌پسند）2020年